# Uddzsaín
Uddzsaín vagy Uddzsen (hindi nyelven: उज्जैन, angolul: Ujjain, régen Avanti, Avantika vagy Avantikapuri) város India területén, Madhja Prades államban, a Shipra folyó mellett. Indaurtól 55 km-re É-ra fekszik. 
Lakossága 515 ezer fő volt 2011-ben.
Ősi város, már akkor virágzott és az Avanti nevű királyság központja volt, amikor Gautama Sziddhártha megszületett. A Maurja Birodalom egy regionális székhelye volt. Az egykori Avantika azon kereskedelmi út mellett feküdt, amely Dél-Ázsiát Egyiptommal összekötötte. A Gupta Birodalom második fővárosa. 
Obszervatóriumát (Védhsálá) és Gópál Mandir Krisna-templomát II. Dzsaj Szingh maharadzsa, Dzsajpur uralkodója létesítette. 
Uddzsaín egyike India hét szent városának, minden 12. évben itt tartják a Kumbh mélát.

## Galéria

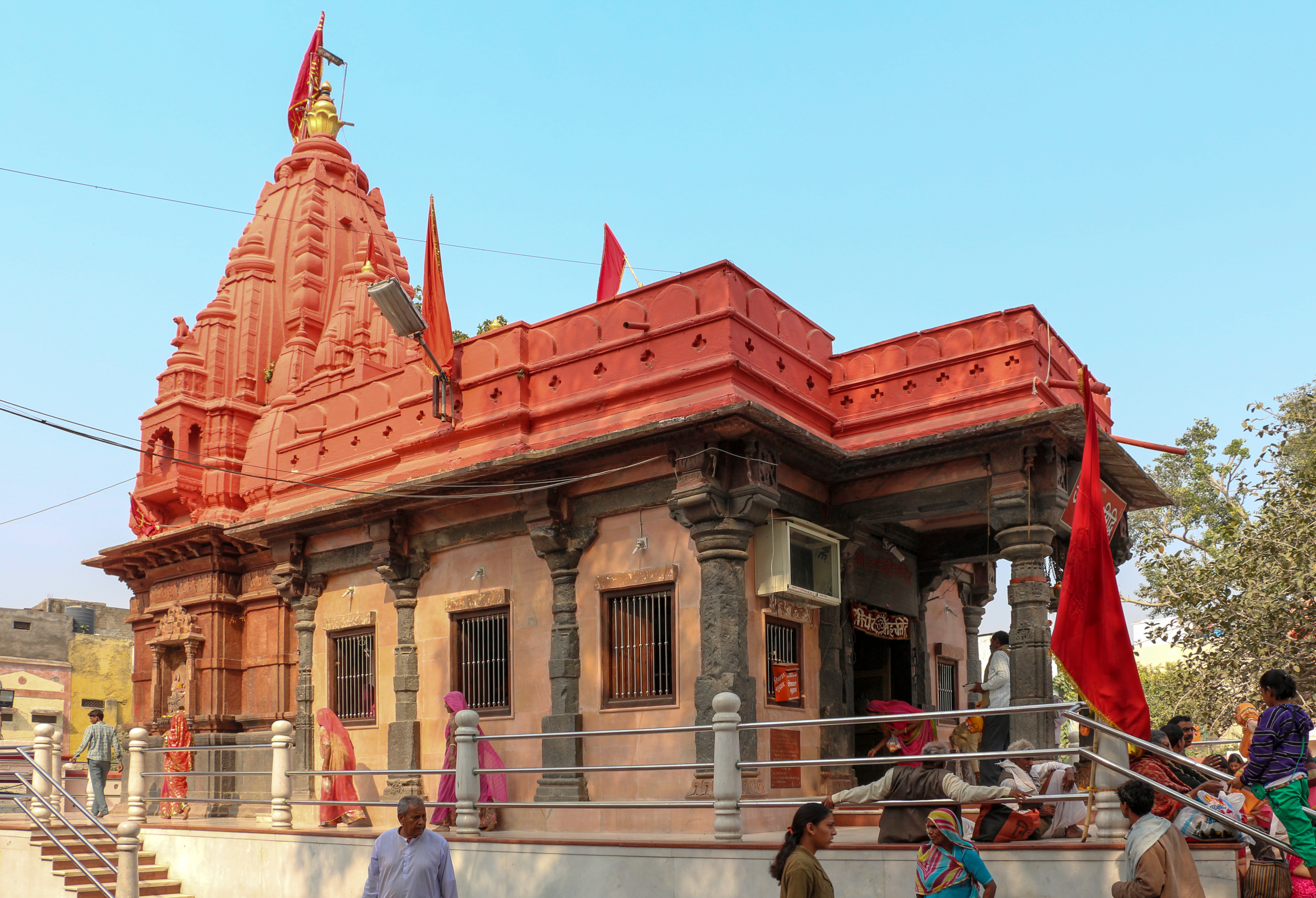
Harsiddhi-templom
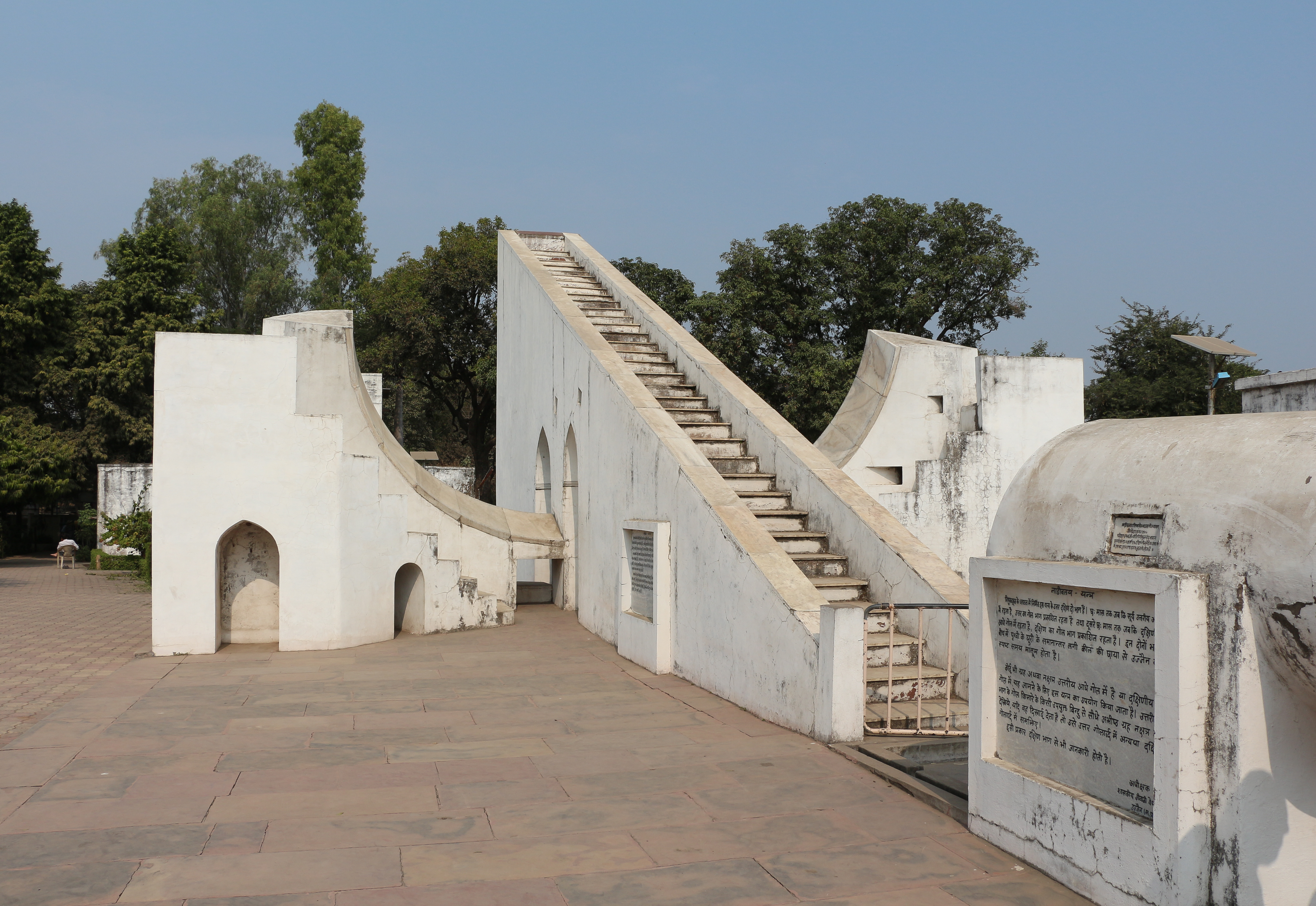
Védhsálá obszervatórium
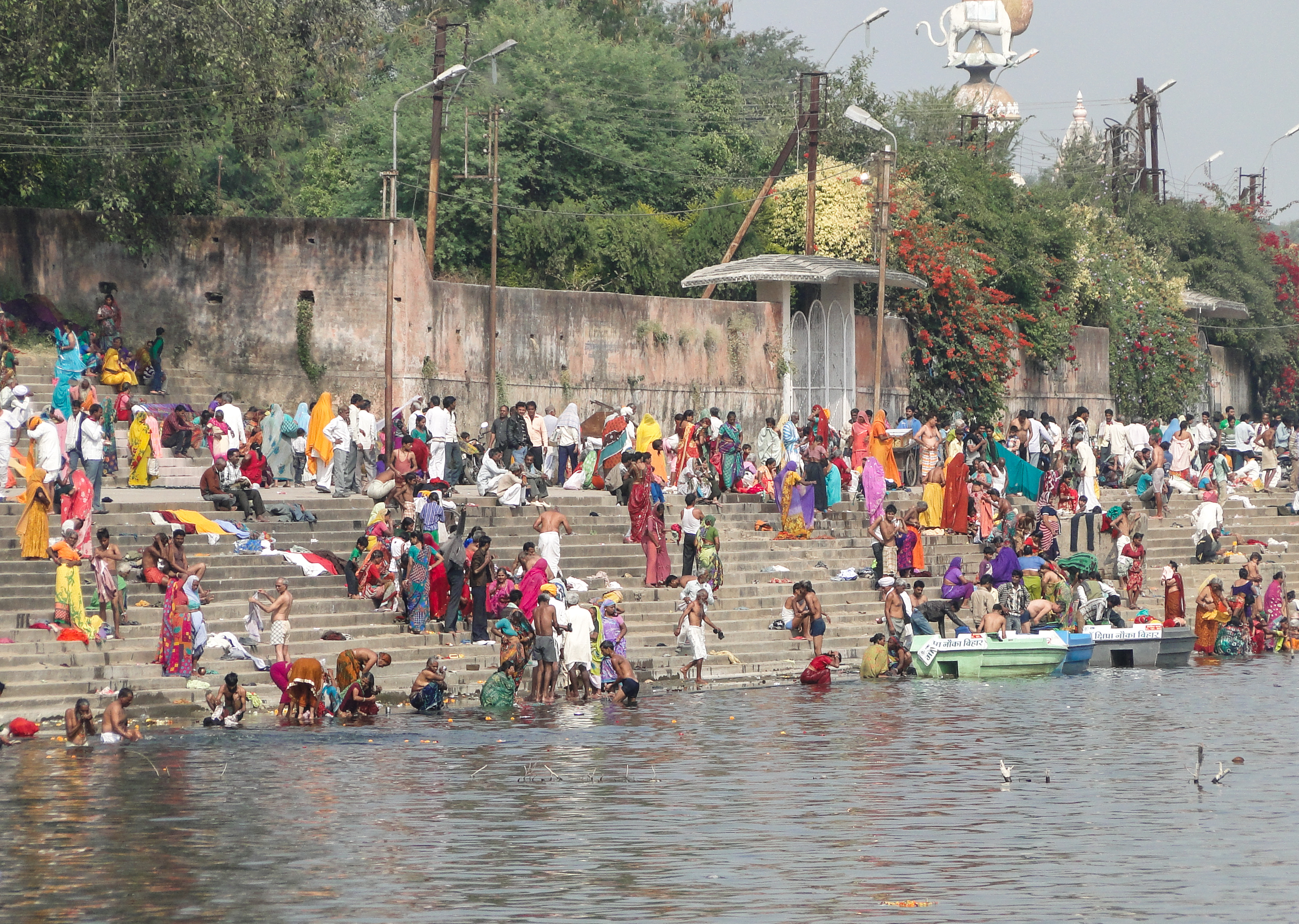
Rám ghát
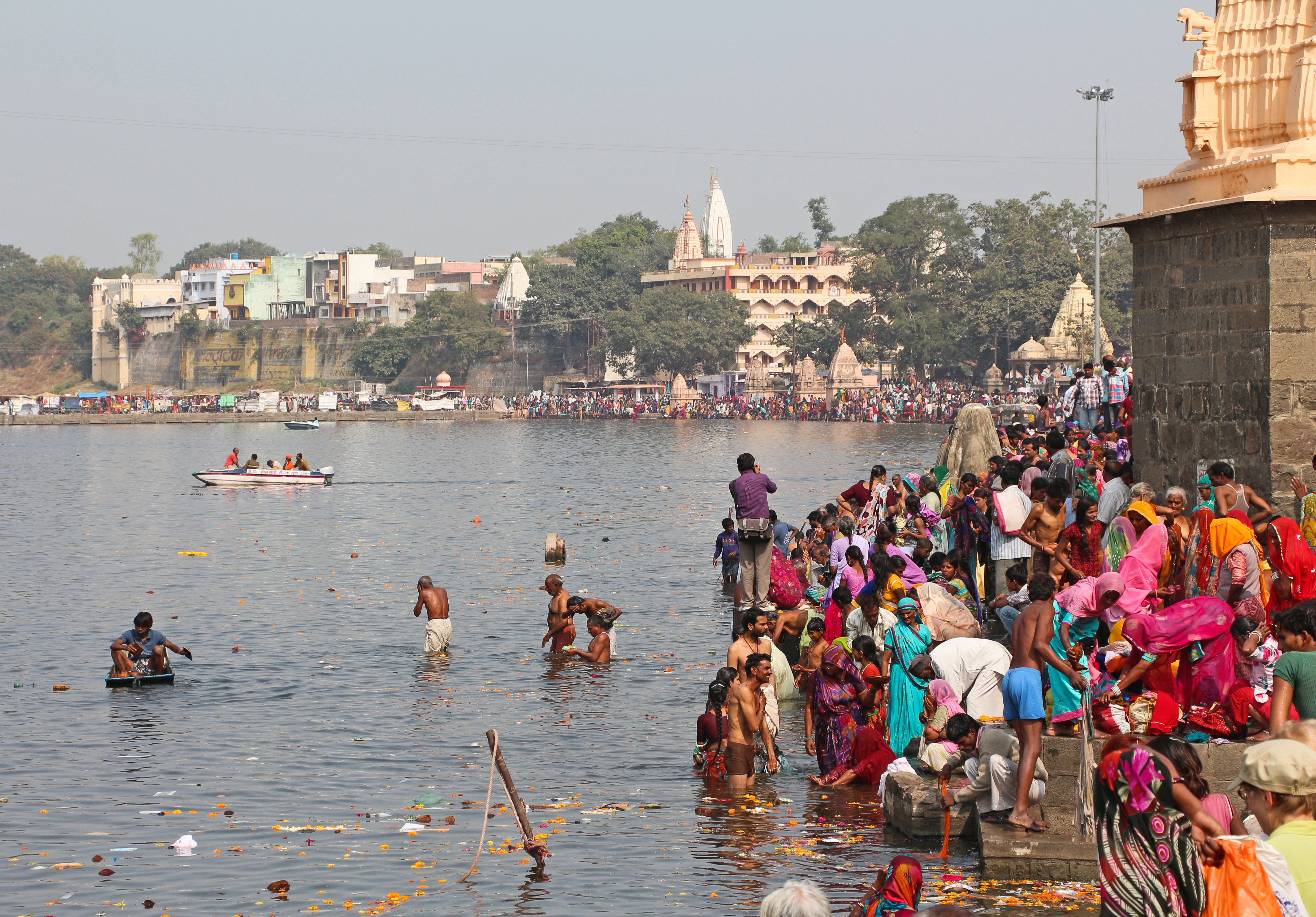
Rám ghát

## Fordítás
Ez a szócikk részben vagy egészben  az   Ujjain című angol Wikipédia-szócikk fordításán alapul.  Az eredeti cikk szerkesztőit annak laptörténete sorolja fel. Ez a jelzés csupán a megfogalmazás eredetét és a szerzői jogokat jelzi, nem szolgál a cikkben szereplő információk forrásmegjelöléseként.